# Арцано
Арцано (итал. Arzano) — город в Италии, расположен в регионе Кампания, подчинён административному центру Неаполь.
Население составляет 37 994 человека (на 31.12.2004 г.), плотность населения составляет 8117,10 чел./км². Занимает площадь 4,68 км². Почтовый индекс — 80022. Телефонный код — (+39) 081.
Покровителями коммуны почитаются святые Агриппин из Неаполя и Иустина, дева (Santa Giustina). Праздник города ежегодно празднуется 9 ноября.